# Cranston
Cranston – miasto w Stanach Zjednoczonych, w stanie Rhode Island, w hrabstwie Providence.
W mieście rozwinął się przemysł maszynowy, spożywczy, odzieżowy oraz chemiczny.